# Steve Johnson (giocatore di baseball)
Steven David Johnson (Baltimora, 31 agosto 1987) è un giocatore di baseball statunitense che gioca nel ruolo di lanciatore per i Baltimore Orioles nella MLB dal 2012.

## Carriera professionista

### Gli inizi
Johnson agli inizi della sua carriera è stato un lanciatore dei GCL Dodgers nell'Arizona League durante la stagione 2005 dove ha chiuso con un record negativo di 0-2 con un ERA di 9,53 punti concessi a partita in sei presenze.
Nella stagione seguente ha giocato con gli Ogden Raptors dove in 14 presenze da partente ha chiuso con una media punti concessa a partita di 3.67 con un bilancio di vittorie e sconfitte di 5-5.
Successivamente nel 2008 e nel 2009 ha chiuso con 12-8 e una media punti concessa di 4.32.

### Baltimore Orioles
Selezionato dai San Francisco Giants nel 2009 con la quinta scelta assoluta nel 2010, è stato ceduto ai Baltimore Orioles. Ha iniziato a giocare nella Minor League Baseball nella Triple A con i Norfolk finché, il 1º luglio 2012, è stato convocato dagli Orioles per l'incontro di Major League Baseball giocatosi a Seattle.
Ha chiuso il suo primo anno come lanciatore sostitutivo con un record di 4 vittorie e nessuna sconfitta concedendo 2.11 punti agli avversari.